# 藤原尹明
藤原 尹明（ふじわら の ただあき/まさあき）は、平安時代後期の貴族。藤原南家貞嗣流、東宮学士・藤原知通の子。官位は従五位上・兵部権少輔、出羽守。

## 経歴
文章生から対策に及第し式部丞となる。大外記・中原師元の娘を室としたが、彼女の母が平忠盛の娘であった関係から平清盛と親しく、一方で自らの姉妹が嫁いだ藤原惟方とも懇意であった。こうした関係から、平治元年（1159年）の平治の乱においては、初め藤原信頼方に加わっていた惟方が清盛に内通するに当たって仲介役を果たしたともされ、両者の意向を受け、信頼によって内裏に監禁されていた二条天皇を清盛の六波羅邸に脱出させる際の実行役を務めた。
この功績もあって、その後も清盛の信頼厚く、惟方失脚の後も平氏政権の下で立身する。娘は安徳天皇の掌侍を務め、実質的に平家一門に準じるような扱いを受けた。この関係から、寿永2年（1183年）の平家都落ちに随行し、元暦2年（1185年）の壇ノ浦の戦いにおいては平時忠らと共に捕虜となる。都へ連行された後、文治元年（1185年）に出雲国に配流された。文治5年（1189年）に赦免され帰洛するが、その後の消息は不明である。

## 系譜
- 父：藤原知通
- 母：花園左大臣家女房昭
- 妻：中原師元の娘
  - 男子：藤原範綱
- 生母不明の子女
  - 男子：藤原尹成
  - 男子：藤原知範
  - 男子：知能
  - 男子：君実
  - 男子：尊季
  - 男子：信豪
  - 女子：安徳天皇掌侍
- 猶子
  - 男子：藤原範房